# 菲尔斯河畔赖兴巴赫
菲尔斯河畔赖兴巴赫是德国巴登-符腾堡州的一个市镇。总面积7.43平方公里，总人口7930人，其中男性3888人，女性4042人（2011年12月31日），人口密度1 067人/平方公里。

## 友好城市
- 法國 圣萨维娜